# Ленинградская онтологическая школа
Ленингра́дская онтологи́ческая шко́ла — направление в советской философии, сформировавшееся в рамках философского факультета ЛГУ в 1950—1960-е годы. Основателями школы были В. П. Тугаринов и В. И. Свидерский. Другими представителями школы были Ф. Ф. Вяккерев, В. П. Бранский, В. В. Ильин, А. С. Кармин. Противостояла московской гносеологической школе (Б. М. Кедров, Э. В. Ильенков).

## Теория
Суть идей школы состояла в попытке наполнить «гносеологическое» ленинское определение материи онтологическим содержанием, каковым являлось понятие субстанции. 
В основу онтологических понятий была поставлена триада: вещь - свойство - отношение. Природа и реальность отождествлялись, но делились на две формы: материальную и духовную. Бытие - это внешнее определение природы, а материя (реально общее) - внутреннее. При этом материя трактовалась не абстрактно (как в спекулятивной метафизике), а конкретно - посредством материальных объектов - атрибутивно (т.е. как система взаимосвязанных атрибутов). Сама онтология рассматривалась как учение об объективно-универсальном, выраженном посредством философских категорий. Актуальным оказывался вопрос о разделении онтологии и натурфилософии (общенаучной картины мира), а также различение метафизики и онтологии. 
Идеи ленинградской школы распространились за пределы философского факультета ЛГУ и были восприняты московскими авторами (А.Г. Спиркин), благодаря которым вошли в советские учебники по философии.